# ダークエスケープ 3D
『ダークエスケープ 3D』（DARK ESCAPE 3D、日本国外：Dark Escape 4D）は、バンダイナムコゲームス（後のバンダイナムコアミューズメント）が2012年7月に発売したアーケードゲーム。開発担当はネクスエンタテインメント。
キャッチフレーズは「5つの恐怖ギミックが襲い掛かる2人の大絶叫体験!!」。

## 概要
シアター型シートを採用した着席型ホラーガンシューティングゲームで、1人だけでなく2人協力プレイが可能。付属の3Dメガネを着用すれば3D立体視も体感できる。3Dから2Dに変えることもできる。
3D立体視の他、心拍数測定機能である「ビビリ検知システム」、エアー噴射やシートの振動といったギミックも実装されており、これによってホラー感が増している。
また、本作は難易度の高さでも知られている。理由としては、弱点である頭を撃っても敵が総じて硬い上に攻撃までも早く、複数の敵が同時に攻撃準備に入ることも珍しくないというのが第一に挙げられる。チュートリアルという意味でも用意されている（他のゲームで言う1面）監獄ステージの序盤の時点で敵が硬く攻撃の密度も高い。二つ目に、「攻撃の密度の高さと敵の驚異的な強さの割に回復手段が少ない」という点が挙げられる。どのステージにも、一か所ライフ回復の機会があり、同社の『デッドストームパイレーツ』と同様に、用意されたターゲットの内1つを選んで当たりを引くで回復できるが、ランダムである上に、各面に一度しかない（なお外れを引いてもダメージは受けないが恐怖を煽る演出に遭遇する（研究所のみハズレで敵と遭遇し、ダメージを受ける可能性が出てくる）。
部品調達難に伴い、2019年9月に修理サポートを終了することが発表された。

## ステージ
ステージは監獄、処刑場、山小屋、研究所、兵器工場の5か所存在しており、兵器工場以外の4ステージは、1ステージクリアごとにプレイヤーが好きな順番で撃って選択できる。ただしチュートリアルという意味としても用意されている監獄は最初限定ステージとなっており、これ以外の残り3つから始めると以後選ぶことができなくなる。そして前述の4(3)ステージをクリアすると、ラストステージの兵器工場をプレイできる。
途中、各ステージに監視カメラがあり、これを撃って破壊すると兵器工場での最終ボス戦の途中で行われる緊急イベントの難易度が破壊数に応じて変化する（多く壊した方が易しくなる）。この緊急イベントの成否に応じてエンディングが分岐する。

## 雑魚敵
仮面の男（後述）曰く、全ての敵は開発された細菌により兵器として生み出された元人間であるとのこと。
ゾンビ
最も大量に登場する敵で、最終ステージ以外全てのステージで対峙することになる。仮面の男からは「動く死体」と形容される。なお、彼らは仮面の男曰く「副産物」とのこと。
単に殴り掛かる・噛み付くだけではなく、口から胃液のようなものを吐いたり折れた棒や斧で攻撃してきたりする。時には猛スピードで飛び掛かってそのまま引っかいてきたり、攻撃すると見せかけて全く別の方向からの敵の登場から気を逸らしたりとその攻撃方法は多彩。また、山小屋では壁を突き破って手を出してくる場面もある（攻撃されるとダメージ）他、研究所では蜘蛛の巣に引っかかってもがいている個体も存在する（こちらは攻撃はしてこない）。また、背景をうろうろして攻撃してこない個体も存在する（倒せば得点は入る）。
弱点は頭だが、前述の通り耐久度はかなり高い。また、監獄の最初で遭遇する個体だけは他の個体よりも耐久度が高めになっている。
遭遇する場所によって若干ながら服装に差異が見られる。また、研究所のライフ回復イベントでハズレを引いた場合にも一体出現する（倒せば得点は入る）。
シェルボディゾンビ
ゾンビの強化版として登場する、上半身が甲殻にガードされたゾンビ。雑魚敵の中では最も耐久度が高い。ゾンビと同様最終ステージ以外全てのステージで登場する。
監獄での最初の一体を除き、基本的には2体一組で登場。ボスと同じくターゲットサイトを破壊して倒す形の戦闘となる（当然、場面によっては別の雑魚敵の攻撃も凌ぐ必要がある）。なお、ある程度撃ち込むと甲殻が破壊され、中の骸骨のような素顔がむき出しになる。甲殻を破壊すると若干ながら怯む。
リザリッカー
両生類を思わせる骨格・質感と口のみの頭部が特徴的なクリーチャー。処刑場のみに登場する。
歯が二重になった伸縮自在な歯茎を伸ばしての噛み付きが主な攻撃。弱点はこの歯茎である。また、ゾンビ同様胃酸のようなものを飛ばしての攻撃も行う（銃で相殺可能）。
本作では数少ない、ある程度撃ち込みを行うと怯む敵。敵として登場するのは処刑場だけだが、研究所でも培養液に入った個体がいくつか存在する。また、処刑場開始直後に遭遇する個体は他の個体より耐久度が高めになっている。
ヒュードスパイダー
人間と蜘蛛を融合させたような姿をしたクリーチャー。研究所にのみ登場する。
素の耐久力はゾンビ以下だが、具体的な弱点は存在しないうえ、最初の一体を除いてかならず集団で登場し、さらに下半身にある甲殻が閉じているときは一切ダメージを与えられないという非常に厄介な特徴を持つ。
攻撃方法は画面に貼りついての噛み付きのみだが、貼りつく位置は個体ごとに決められた範囲でランダムであり、位置を覚えての対処が困難である。
道中では培養液から飛び出してくる白っぽい個体とも対峙する。また、研究所ステージ開始直後に登場する個体も他の雑魚敵の例に漏れず他の個体より耐久度が高めになっている。
ハエ
姿・大きさ共に基本的にはハエと変わらない。研究所にのみ登場する。
画面に貼りつき、一定時間内に処理できないと頭を3つに割っての噛み付きで攻撃してくる。耐久力は極めて低い他、ダメージ量も他の敵よりは小さい（それでも2 - 3割は削られるが）。
ヒル
死体に群がっていたり壁を這っていたりするヒルのような姿をした小型クリーチャー。口はヤモリのそれと似ている。処刑場にのみ登場。
こちらに近づいてから集団で画面に貼りつき、一定時間ののちに噛み付きで攻撃してくる。一部の連射できないマグナムで応戦しなければならない場面では手動で連射するほかなく、非常に厳しい戦いを強いられる。ハエ同様耐久度・ダメージ量はゲーム内の敵の中では最低である。

## ボス
ボスステージでは表示されるターゲットサイトを全て破壊することでボスの攻撃をキャンセル・ボスへのダメージとなる（裏を返せば、全て破壊しない限り攻撃のキャンセルはできない）。また、2人プレイ時は一部の場面で2人で同時に攻撃しなければならない「合体サイト」が登場する。なお、チュートリアル扱いの監獄にはボスは登場しない。
処刑場ボス=プロウファアリゲーター
闘技場のような場所で対峙する、横に開くワニの口の中に不気味な人面が張り付いた奇妙な姿をしているクリーチャー。手足も人間のそれに近い。2体一組で登場する。
素早い動きで噛み付いてきたり、数メートルジャンプしてからボディプレスを行ったりと体の大きさの割に俊敏な動きで襲い掛かってくる。
最終的には主人公とコートニーの連携により2体まとめて照明機材の下敷きになって倒される。
山小屋ボス=シザースハンドマン
プレイヤーたちが逃げ込んだ小屋で対峙する大男。右手が巨大な鋏になっており、体の随所にハエトリグサを思わせる突起がついている。
鋏による攻撃の他、突起からの酸飛ばし、さらには雄叫びによって地中からゾンビを呼び出すなどといった多彩な攻撃を行う。また、ロケットランチャーを取得してからは身軽に飛び跳ね始め、攻撃が非常に当てづらくなる。
最終的にはロケットランチャーの集中砲火を受け、体が炎上して倒される。
研究所ボス=クイーンスパイダー
蜘蛛の巣が各所にある研究所の最深部で対決することになる。巨大な蜘蛛の腹に人間の上半身をつないだような姿をしている。蜘蛛の後ろ脚二本は人間部分が腕のように使うことができる。
このボスとの戦闘は2回に分かれている。
前半では主に蜘蛛部分との対戦。蜘蛛の口から吐かれる酸や糸・さらには足の爪による攻撃をしのいでいく。
後半では下半身の人間部分も攻撃に参加。人間部分の噛み付きや腕の大爪での突き刺しなどが攻撃のメインとなる。
最終的には山小屋ボス同様ロケットランチャーの集中砲火を受け、倒された。
兵器工場ボス=フォートレスディガンマ
兵器工場の床を突き破って現れる巨大なクリーチャー。上半身は人間の女性に似ているが目はなく、肩からは2本の腕が生えている。下半身は無数の触手となっており、工場中にそれを張り巡らせている。兵器工場で戦う敵はこの1体だけであり、他の雑魚は登場しない。
大きな腕での殴りつけ、巨大な顔での噛み付き、それらが届かない場所であれば触手の先による突き刺しで攻撃する。いずれの攻撃も非常にキャンセル猶予時間が短く、無駄撃ちが許されない強敵である。
また、終盤で白い飛翔体を大量に吐く攻撃を行う。これが緊急イベントとなり、全ての飛翔体（向かってくるものだけでよい）を打ち落とせないと強制バッドエンド、打ち落とせればグッドエンドとなる。なお、飛翔体の数は途中で壊した監視カメラの数に依存する（壊せば壊すほど少なくなる）。
最終的にはロケットランチャーの攻撃を腹に食らい、崩れ落ちた。

## 登場武器
登場武器はマシンガン、マグナム、ロケットランチャー。ただし、持ち替えは自由にできるわけではなく、道中で自動的に持ち替える。
マシンガン(WEAPON 013)
最も多くの場面で使用できる武器。1発当たりの威力こそ小さいものの連射ができるため、リロードが不要なこのゲームにおいては非常に有用な武器となる。
マグナム(WEAPON　003)
処刑場の中盤、山小屋の序盤、研究所の前半で使用。1発当たりの威力はマシンガンより大きいが連射は手動で行う必要があり、特にハエやヒルといった小さく多い敵の処理は難しい（しかし、処刑場のヒル・研究所のハエの登場場面の半分ほどはマグナムで対処する必要がある）。
ロケットランチャー(WEAPON　021)
山小屋・研究所・兵器工場のボス戦後半で使用。1発当たりの威力は大きいが連射ができず、さらに弾速が遅いため動いている敵に対してはある程度の偏差を計算して撃たなくてはならない。複数のターゲットサイトを同時に攻撃できる（同時に攻撃しないとほとんど間に合わない場面もある）。

## 評価
秋夏はGame*Sparkに寄せた記事の中で、本作の難易度の高さについて触れており、「敵の体力の高さなど、挙げたらきりがないほど理不尽」と述べている。